# 小山テリハ
小山 テリハ（おやま テリハ）は、テレビ朝日ビジネスソリューション本部コンテンツ編成局第1制作部に所属のプロデューサー・ディレクターである。

## 経歴・人物
たまたま友達が書いていたテレビ朝日のエントリーシートを見たところ、質問が大喜利のようで面白いと感じたことをきっかけにテレビ朝日を志望した。面接官が、元地下アイドルという経歴を否定せずに「面白いね」って言ってくれ、このように認めてくれる人や環境があるなら、「自分なんて」と思わずに面白いものをつくれるかもしれないと感じた。また、浪人時代に『アメトーーク！』を観るのが唯一の楽しみで、テレビに救われていた時期があったこともあり、自分の制作した番組が「そういえば、あの番組よく観てたな。なんか助けられてたな」と思われることで、自分のやりたいことはテレビでも叶えられるなと思った。大学卒業後、2016年にテレビ朝日に入社。
その後、入社5年目の「バラバラ大作戦」の枠立ち上げと同時に『あのちゃんねる』を企画。当時、無名だったあのを番組のMCに抜擢した

## 現在の担当番組
- ホリケンのみんなともだち（ディレクター・プロデューサー）
- あのちゃんねる（ディレクター・プロデューサー）
- サクラミーツ（ディレクター・プロデューサー）

## 過去の担当番組
- アメトーーク！（AD）
- ロンドンハーツ（AP）
- ナレーションガチャ
- サンパチスター
- 出川のWHY?
- 出川とWHYガール
- 悩める前職:アイドルちゃん
- 妄萌がーる。〜恋したいって女子が見てるって噂〜
- 霜降りバラエティX（プロデューサー）
- にゅーあのちゃんねる（ディレクター・プロデューサー、CSテレ朝チャンネル1）
- イワクラと吉住の番組（ディレクター・プロデューサー）

## 出演
- あたらしいテレビ2023（2023年1月1日、NHK）[4]

## 連載・コラム
- 町あかりの「テレビの仕事人に会いたい!」＜第8回 小山テリハさん（アシスタントディレクター）＞[5]
- 小山テリハの「人生は編集できない」[6]
- 『アメトーーク！』担当AD・元地下アイドルの挑戦「アイドル経験はキャリアに活かせる」[7]
- 元地下アイドルの“オタク”Pが一貫する「好きなことをやる」姿勢 【令和テレビ談義】〜若手制作者編〜＜2＞[8]
- ジャンヌダルクってこんな気持ち？元地下アイドル名プロデューサーは男性中心のバラエティ界で異彩を放つ[1]